# Устименко Степан Якович
Устименко Степан Якович (29 травня 1917, Крутьки — 20 квітня 1945) — Герой Радянського Союзу. Виконувач обов'язків командира окремої розвідувальної роти 20-ї гвардійської Червонознаменної механізованої бригади 8-го гвардійського механізованого корпусу 1-ї танкової армії 1-го Українського фронту, гвардії молодший лейтенант.

## Біографія
Народився 29 травня 1917 року в селі Крутьках (тепер Чорнобаївського району Черкаської області). Українець. Закінчив технікум механізації сільського господарства. Працював комбайнером.
В 1937 році призваний до лав Червоної Армії. В 1938 році закінчив об'єднану школу зброї Чорноморського флоту в місті Керчі. Три роки прослужив на кораблі «Смышленый». В 1941 році захищав Одесу, Севастополь, Миколаїв, Новоросійськ. В 1942 році був переведений в морську піхоту. В механізованих військах з червня 1943 року.
24 березня 1944 року 20-та гвардійська Червонознаменна механізована бригада з боями вийшла до Дністра в районі міста Заліщики Тернопільської області. Окрема розвідувальна рота підійшла до переправи, котру гітлерівці бомбили з повітря і обстрілювали з мінометів.
Командир взводу бронетранспортерів гвардії молодший лейтенант С. Я. Устименко, дізнавшись, що командир роти був вбитий, взяв командування відділенням на себе. Він розділив роту на групи і очолив одну з них. Виконуючи наказ форсувати річку та захопити плацдарм на правому березі, С. Я. Устименко першим кинувся до рибацького човна. Ще в два таких же човна сіли бійці. Під прикриттям кулеметно-автоматного вогню група сміливців переправилась через Дністер, і знищивши передовий пост ворога, закріпилась на захваченому плацдармі. Ворог намагався вибити наших воїнів з зайнятих позицій.
Ховаючись за камінням, бійці на чолі зі своїм командиром непомітно підповзли до ворожих кулеметів та закидали їх гранатами. Незабаром вони захопили чотири кулемета. Сміливі дії розвідників сприяли успішній переправі основних підрозділів бригади через Дністер.
Указом Президії Верховної Ради СРСР від 26 квітня 1944 року за мужність та героїзм, проявлені при форсуванні Дністра та утриманні плацдарму на його західному березі гвардії молодшому лейтенанту Степану Яковичу Устименку присвоєно звання Героя Радянського Союзу з врученням Ордена Леніна та медалі «Золота Зірка» (№ 2 419).
Загинув 20 квітня 1945 року при форсуванні річки Шпрее. Його поховано в місті Ландсберг в Німеччині.
Нагороджено Орденом Леніна, Орденами Червоного Прапора, Вітчизняної Війни 1-го ступеня, Червоної Зірки.
В селі Крутьки встановлено бюст Герою. Його іменем названа вулиця.